# Horace Welcome Babcock
Horace Welcome Babcock, ameriški astronom, * 13. september 1912, Pasadena, Kalifornija, ZDA, † 29. avgust 2003, Santa Barbara, Kalifornija, ZDA.

## Življenje in delo
Horace Welcome je bil sin Harolda Delosa Babcocka. Leta 1934 je diplomiral iz fizike na Kalifornijskem tehnološkem inštitutu (Caltech), leta 1938 pa je doktoriral iz astronomije na Univerzi Kalifornije v Berkeleyju. Med 2. svetovno vojno je na MIT in Caltechu raziskoval sevanje. Po vojni je začel sodelovati z očetom. Leta 1946 je postal član Observatorija Mt. Wilson. Med letoma 1951 in 1957 je bil pomočnik predstojnika, od leta pa predstojnik observatorija.
Izumil in zgradil je veliko astronomskih inštrumentov. Leta 1953 je prvi predlagal uporabo prilagodljive optike. Največ je raziskoval na področju spektroskopije in magnetnih polj zvezd. Objavil je teorijo o magnetizmu Sončevih peg.

## Priznanja

### Nagrade
Leta 1957 je prejel medaljo Henryja Draperja, leta 1958 Eddingtonovo medaljo, leta 1969 medaljo Bruceove in leta 1970 zlato medaljo Kraljeve astronomske družbe (RAS).

### Poimenovanja
Po njem in po očetu se imenuje asteroid 3167 Babcock. Krater Babcock na Luni so poimenovali po očetu.